# Щурик південний
Щурик південний (Progne elegans) — вид горобцеподібних птахів родини ластівкових (Hirundinidae). 

## Поширення
Поширений в Аргентині та південній Болівії; взимку мігрує в західну частину басейну Амазонки. Його природними середовищами існування є субтропічні або тропічні вологі рівнинні ліси, субтропічні або тропічні вологі гірські ліси, субтропічні або тропічні сухі низинні луки, субтропічні або тропічні високогірні луки та міські території.

## Спосіб життя
Птах завдовжки від 20 до 22 сантиметрів. Все його тіло чорне з райдужними блакитними тонами. Самець майже не відрізняється від Progne murphyi (щурик перуанський), тоді як самиць легко ідентифікувати, оскільки перуанський щурик має гладку коричневу нижню частину тіла.